# Закон України «Про забезпечення права на справедливий суд»
Закон України «Про забезпечення права на справедливий суд» — основний законодавчий акт судової реформи Президента України Петра Порошенка, прийнятий 12 лютого 2015 року з метою підвищення національних стандартів судоустрою і судочинства та забезпечення права на справедливий суд.

## Закон у контексті судової реформи
27 жовтня 2014 р. П. Порошенко створив Раду з питань судової реформи, яка повинна підготувати та подати Главі держави пропозиції щодо стратегії реформування судоустрою та судочинства. Координатором Ради призначено заступника глави АПУ О. В. Філатова.
Стратегія сталого розвитку «Україна — 2020», запропонована П. Порошенком, накреслює судову реформу у два етапи:
1. невідкладне оновлення законодавства, спрямоване на відновлення довіри до судової влади в Україні;
2. системні зміни в законодавстві: прийняття нової Конституції України та на основі відповідних конституційних змін — нових законів, що стосуються судоустрою та судочинства, інших суміжних правових інститутів.

Мета реформи — реформування судоустрою, судочинства та суміжних правових інститутів задля практичної реалізації принципів верховенства права і забезпечення кожному права на справедливий судовий розгляд справ незалежним та неупередженим судом.
Законодавчим втіленням реформи стало прийняття Закону України «Про забезпечення права на справедливий суд», проект якого розроблений президентською Радою з питань судової реформи під керуванням Філатова.
При цьому був відкинутий альтернативний законопроект, що просувався Реанімаційним пакетом реформ. Проект РПР, серед іншого, передбачав ліквідацію господарських судів — професіонали на це відреагували різко негативно.
Основні новації прийнятого Закону «Про забезпечення права на справедливий суд»:
- розширено повноваження Верховного Суду щодо самостійного прийняття справ до провадження у т. зв. IV інстанції та підстав перегляду справ;
- судам надано право відступати від правових позицій Верховного Суду з одночасним наведенням відповідних мотивів у рішенні;
- змінено порядок формування Вищої ради юстиції;
- доступ до судових рішень зроблено більш відкритим;
- змінено порядок розгляду Верховною Радою питань про звільнення суддів;
- Закон України «Про судоустрій і статус суддів» викладено в новій редакції;
- запроваджено первинне кваліфікаційне оцінювання (тобто переатестацію) всіх суддів;
- передбачено створення апеляційних округів загальних судів;
- передбачено обладнання необхідної кількості залів судових засідань у дворічний термін.

## Критика
Відзначено, що Закон «дещо збільшує вплив Президента України на судову систему».
Не було серйозного громадського обговорення проекту.
Підстави для притягнення до дисциплінарної відповідальності продовжують залишатися надзвичайно розмитими.
Первинне кваліфікаційне оцінювання, передбачене Законом для всіх суддів, нагадує третю хвилю люстрації (після Законів «Про відновлення довіри до судової влади в Україні», «Про очищення влади») — у той час, коли навіть подвійна люстрація не сприймається Венеційською комісією.
Ростислав Кравець, адвокат, старший партнер адвокатської компанії «Кравець і партнери», вважає, що з прийняттям цього Закону Верховний Суд України отримав законне право двояко трактувати правові норми без наслідків для себе. На його думку, це значно шкодить українському правосуддю.

## Висновок Венеційської комісії
Венеційська комісія загалом позитивно оцінила Закон про справедливий суд. Схвально розцінені: посилення ролі Верховного Суду як гаранта єдності судової практики, наголос на формальному характері ролі Президента у призначенні суддів на початковий термін, введення переліку підстав для відповідальності за «порушення присяги» для виключення надмірно широкої дискреції дисциплінарних органів, введення шкали санкцій дисциплінарної відповідальності, яка дозволяє застосовувати санкції пропорційно, і докладні положення про кваліфікаційний оцінюванні суддів перед призначенням безстроково або підвищенням.
Експерти комісії звернули увагу на те, що на рівні закону можуть бути вдосконалені положення про переведення суддів без конкурсу в разі реорганізації або ліквідації судів, використання мов у судовому процесі. У питанні «переатестації» ВК звернула увагу на важливість дотримання принципу незалежності суддів.

## Питання часткової неконституційності Закону
9 листопада 2015 року Пленум Верховного Суду України звернувся до Конституційного Суду з поданням щодо конституційності положень Закону, які стосуються усунення суддів від правосуддя і звільнення їх за порушення присяги за результатами оцінювання.
Інша справа стосується неконституційності обмеження розміру суддівської винагороди.